# جامه‌شوران سفلی (ماهیدشت)
جامه‌شوران سفلی یک روستا در ایران است که در بخش ماهیدشت شهرستان کرمانشاه واقع شده‌است. جامه‌شوران سفلی ۳۷۵ نفر جمعیت دارد.

## جمعیت
این روستا در دهستان ماهیدشت قرار دارد و بر پایه سرشماری مرکز آمار ایران در سال ۱۳۸۵، جمعیت آن ۳۷۵ نفر (۹۷ خانوار) بوده‌است.